# Vadu Pașii
Vadu Pașii est une commune roumaine située dans le județ de Buzău.